# FLY (winkelketen)
FLY (sinds april 2012 Fly (Schweiz) AG) was een Zwitserse keten van interieurwinkels met het hoofdkantoor in Egerkingen.
De in 1998 opgerichte onderneming behoorde tot maart 2012 tot de Zwitserse  Manor-Gruppe en werd tot dan als franchise-onderneming geëxploiteerd Vanaf 1 april 2012 werd de franchiseovereenkomst met Fly France beëindigd en de Zwitserse keten aan het Franse moederconcern verkocht.
FLY runde 19 interieurwinkels in Zwitserland en haalde in 2012 met ongeveer 330 medewerkers een omzet van ongeveer 106 miljoen Zwitserse Franken. Onder de Manor-Gruppe haalde FLY in 2011 een omzet van 118 miljoen, In 2010 bedroeg deze 127,8 miljoen en in 2009 136 miljoen (met destijds 20 filialen).
In februari 2014 werd bekend dat de Franse meubelhandelsketen Conforama Fly (Schweiz) AG over zou nemen. Met de overname werden van de destijds 19 filialen 3 omgebouwd naar de Conforama-formule en 6 andere naar een Lipo Einrichtungsmärkte, een zusteronderneming van Conforama in het Steinhoff concern. De overige 10 filialen bleven opereren onder de naam Fly.
Het assortiment bestond naast meubels voor alle woongebieden, kantoormeubelen en tuinmeubelen ook uit accessoires en nevenproducten op het gebied van wonen, eten, slapen, bad, verlichting en werken. De inrichtingswinkels waren vooral gericht op zelfbediening, maar beschikten ook over verkoopadviseurs. Daarnaast werden diverse diensten aangeboden.
Eind april 2015 werden de laatste 10 filialen van Fly in Zwitserland gesloten, vanwege de slechte toestand van de meubelmarkt.

## Weblinks
- Website van Fly